# Фёдоров, Виктор Дмитриевич
Ви́ктор Дми́триевич Фёдоров (род. 23 ноября 1947, г. Чжаромтэ, Китай) — российский военачальник. Командующий Тихоокеанским флотом (2001—2007), адмирал (2002). Заслуженный военный специалист Российской Федерации (2000).

## Биография

### Служба на флоте
Окончил Дальневосточное мореходное училище Министерства рыбного хозяйства СССР в 1968 году, Тихоокеанское высшее военно-морское училище имени С. О. Макарова заочно в 1976 году, Военно-морскую академию имени Маршала Советского Союза А. А. Гречко (1977—1979), Военную академию Генерального штаба Вооружённых Сил экстерном в 2001 году.
Службу проходил командиром БЧ-1-4-Р тральщика «МТ-65», «МТ-68»(1968—1971), помощником командира тральщика «МТ-66» (1971—1973), командиром тральщика «МТ-421» (1973—1977), командиром 146-го дивизиона кораблей ПЛО 47-й бригады кораблей охраны водного района Приморской (1979—1980) и Сахалинской флотилий разнородных сил (1980—1981), начальником штаба (1981—1983), командиром (1983—1985) 47-й бригады кораблей охраны водного района, начальником оперативного отдела штаба (1985—1987) Приморской флотилии разнородных сил.

### На высших должностях
Начальник штаба (1987—1990) Приморской флотилии разнородных сил.
Советник Командующего Военно-Морскими Силами Эфиопии (1990—1991).
Начальник организационно-мобилизационного управления — заместитель начальника штаба Тихоокеанского флота (1991—1993).
Командующий Приморской флотилией разнородных сил (август 1993 — сентябрь 1997).
Начальник штаба Тихоокеанского флота (11 сентября 1997 — 3 декабря 2001).
Командующий Тихоокеанским флотом (3 декабря 2001 — 6 декабря 2007).
Вице-адмирал (5 мая 1995), адмирал (21 февраля 2002).
В 2004 году Русским Биографическим институтом «за успешное управление флотом в кризисные времена» удостоен звания «Человек года».
В 2006 году постановлением городской Думы за значительный вклад в развитие города становится «Почетным гражданином» города Владивостока.

### После службы
В декабре 2007 года уволен в запас. Проводит активную патриотическую работу среди молодёжи, школьников в Краснодарском крае (Новороссийск, Геленджик). Участвует в военно-патриотической работе вместе с протоиереем отцом Виталием Ковалёвым, в мероприятиях по перезахоронению останков лётчиков, найденных на Маркхотском хребте.
Главный инспектор группы инспекторов ОСК ЮВО, главный инспектор Черноморского флота.
Женат, имеет сына.

## Награды
- Орден «За заслуги перед Отечеством» IV степени (26.07.2005)[2]
- Орден «За военные заслуги» (1.03.1996)[3]
- Орден Красной Звезды (1985)
- Орден «За службу Родине в Вооружённых Силах СССР» III степени (1977)
- Медаль «За укрепление боевого содружества»
- Юбилейная медаль «Двадцать лет Победы в Великой Отечественной войне 1941—1945 гг.»
- Юбилейная медаль «300 лет Российскому флоту»
- Медаль «Ветеран Вооружённых Сил СССР»
- Юбилейная медаль «50 лет Вооружённых Сил СССР»
- Юбилейная медаль «60 лет Вооружённых Сил СССР»[4]
- Юбилейная медаль «70 лет Вооружённых Сил СССР»[5]
- Медаль «За безупречную службу» I степени
- Медаль «За безупречную службу» II степени
- Медаль «За безупречную службу» III степени
- Медаль «За ратную доблесть»
- Медаль «Адмирал Кузнецов»
- Медаль «Адмирал Горшков»
- Нагрудный Знак МО СССР «За боевое траление»
- Нагрудный Знак «За дальний поход»
- Заслуженный военный специалист Российской Федерации (21.02.2000)[6]
- Звание «Почётный гражданин города Владивостока» (2006)[7]
- Звание «Почётный гражданин города Фокино» (2007)
- Иностранные награды